# Liezele
Liezele is een dorp in de Belgische provincie Antwerpen en een deelgemeente van Puurs-Sint-Amands.  Liezele was een zelfstandige gemeente tot aan de gemeentelijke herindeling van 1977.

## Geschiedenis
Reeds in de metaaltijden moet er bewoning geweest zijn te Liezele. Deze bewoning zette zich verder in de Romeinse periode. Bij veldprospectie kwamen scherven uit zowel de IJzertijd als de Romeinse tijd aan het licht. Het eerste echt aanwijsbare spoor van een vaste nederzetting betreft een waterput uit de late 10e, vroege 11e eeuw die naast de huidige kerk gevonden werd in 2006, dit tijdens de afbraak van de oude brouwerij. De eerste schriftelijke vermelding van Liezele stamt uit de 12e eeuw.

## Bezienswaardigheden
- Het Fort van Liezele. Dit wordt stelselmatig opnieuw (her)ingericht naar zijn oorspronkelijke functies in 1914 en 1940. Museumlokalen met authentiek materiaal: commandoposten, troepenkamers, infirmerie, geschutsopstellingen en een gepantserde waarnemingspost zijn enkele van de vele bezienswaardigheden.
- De Sint-Jozefkerk
- De Schemelbertmolen
- De Onze-Lieve-Vrouw ter Koortskapel

## Geografie
Liezele heeft een landelijk karakter en ligt aan de Kleine Molenbeek die in noordelijke richting stroomt. Het gebied Vallei van de Molenbeek is een natuurgebied ten oosten van Liezele in het dal van de Kleine Molenbeek.

### Aangrenzende (deel-)gemeenten
| Aangrenzende gemeenten | Aangrenzende gemeenten | Aangrenzende gemeenten | Aangrenzende gemeenten | Aangrenzende gemeenten |
| ---------------------- | ---------------------- | ---------------------- | ---------------------- | ---------------------- |
|                        |                        | Puurs                  |                        |                        |
|                        |                        |                        |                        |                        |
| Oppuurs                | Willebroek             |                        |                        |                        |
|                        |                        |                        |                        |                        |
| Lippelo                |                        |                        |                        | Breendonk              |

## Demografische ontwikkeling
- Bronnen:NIS, Opm:1806 tot en met 1970=volkstellingen; 1976 = inwoneraantal op 31 december

## Politiek
Liezele had een eigen gemeentebestuur en burgemeester tot de fusie van eind 1976. Burgemeesters waren:
- 1831-1861: Joannes Franciscus Basteyns
- 1861-1882: Joannes Baptist Van Milders
- 1882-1892: Leopold Van Heymbeeck
- 1892-1904: Joannes Baptist Peeters
- 1904-1920: Eugeen Van Milders
- 1921-1935: Jan Oscar Van Assche
- 1935-1971: Maurice Van Assche
- 1972-1976: Jan Dons